# Gesetz zum Schutz der Nation
Das Gesetz zum Schutz der Nation (bulgarisch Закон за защита на нацията Zakon za zaščista na nacijata) war ein antijüdisches bulgarisches Gesetz, das von Januar 1941 bis 1944 galt.

## Entstehungsgeschichte
Mit der Ernennung zum Innenminister gelangten mit Petar Gabrowski im Februar 1940 zahlreiche rechtsextreme Ratniki in das Innenministerium und prägten dessen antisemitische Ausrichtung. Die grundlegende Entscheidung für ein antijüdisches Gesetz nach deutschem Muster trafen Zar Boris III. und die von ihm abhängige Regierung in der Annahme, dass mit Unterstützung des Deutschen Reiches Grenzverschiebungen zugunsten Bulgariens erreicht werden könnten. Deutscher Druck war nicht notwendig. Nachdem Aleksandar Belew im Sommer 1940 nach Deutschland gereist war, um die Nürnberger Gesetze zu studieren, kündigte Gabrowski im Juli 1940 die Vorlage eines Gesetzes zur Judenfrage an. Nach hitzigen Debatten und geringfügigen Änderungen wurde es im Dezember parlamentarisch verabschiedet, im Januar vom Zaren abgesegnet und am 23. Januar 1941 im Staatsanzeiger veröffentlicht.
Nach dem ungarischen Beitritt zum Dreimächtepakt und der Durchmarscherlaubnis für deutsche Truppen während des Balkanfeldzuges im April 1941 wurden Bulgarien von Italien und Deutschland Teile von Makedonien, Thrakien und Pirot zugestanden.

## Inhalt und Anwendung

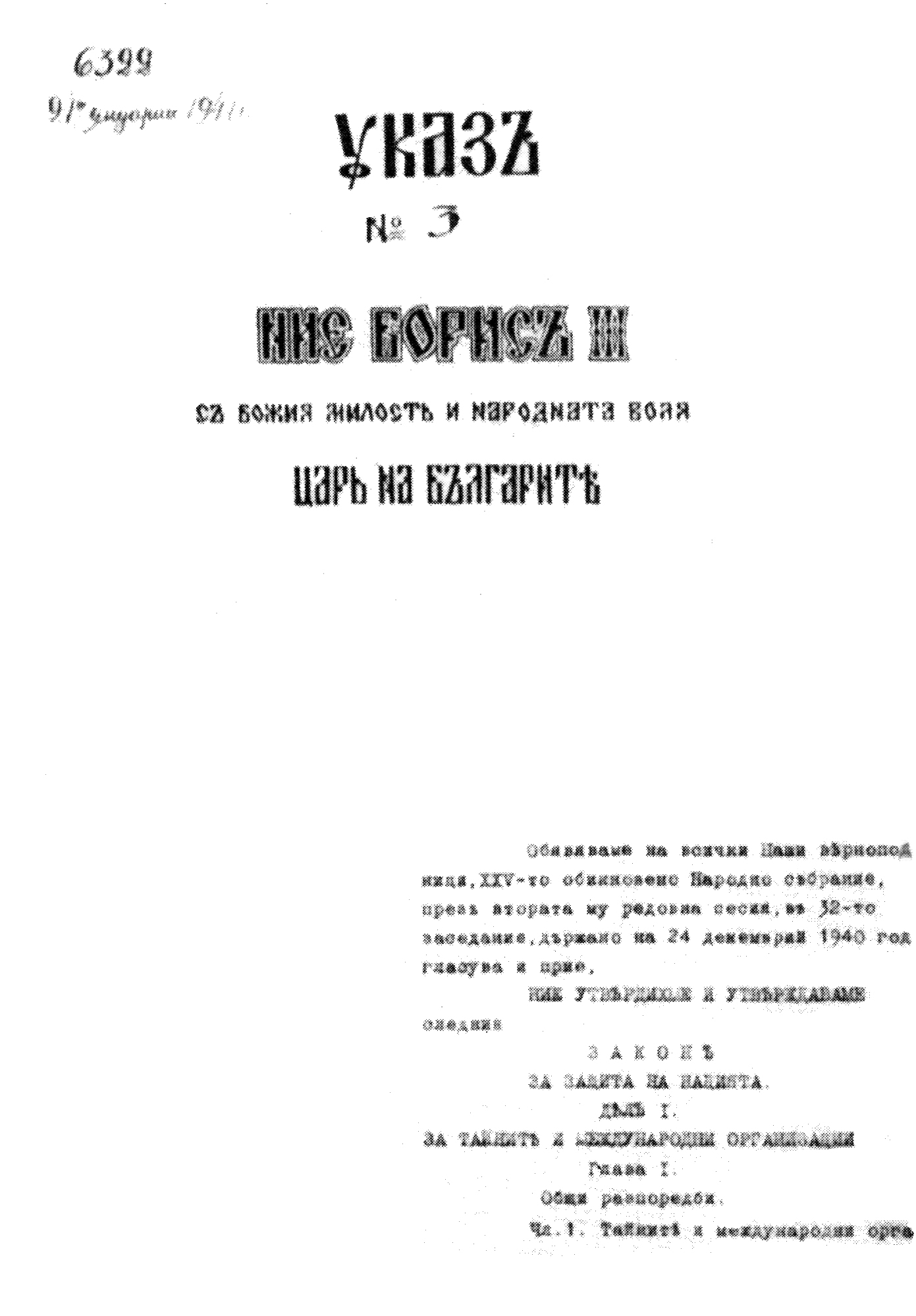
Gesetz zum Schutz der Nation

Das Gesetz bestimmte, dass Personen jüdischer Abstammung von mindestens einem jüdischen Elternteil
- innerhalb eines Monats im Melderegister und einer polizeilichen Kartei anzumelden sind,
- das aktive und passive Wahlrecht verlieren,
- binnen eines Monats aus öffentlichen Ämtern ausscheiden müssen,
- keine Ehen mit Personen bulgarischer Abstimmung eingehen dürfen,
- den Landbesitz verkaufen müssen und ihr gesamtes Vermögen zu deklarieren haben,
- die Ausübung bestimmter Berufstätigkeit versagt oder nur eingeschränkt genehmigt wird,
- nur einen begrenzten Anteil im Schulwesen haben sollen,
- die Freizügigkeit – insbesondere der Zuzug nach Sofia – versagt ist,
- anstelle von Wehrdienst einen Arbeitsdienst in jüdischen Arbeitstrupps leisten mussten.

Das Gesetz wurde zunächst häufig unterlaufen. Die Konfiszierung jüdischen Eigentums dagegen wurde strikt durchgeführt. Nach dem Balkanfeldzug Ende April wurde es auch in den quasi annektierten Gebieten angewandt. Das Gesetz wurde zeitgenössisch als ein symbolischer Akt des Opportunismus gegenüber Deutschland wahrgenommen, es war aber gleichzeitig eine gesetzliche Basis, um antijüdische Maßnahmen als präventive Restriktionen darzustellen.

## Weitere Gesetzliche Regelungen
Es folgten weitere antisemitische Bestimmungen:
- Im Juli 1941 die Judenvermögenssteuer[8]
- Im Februar 1942 das Gesetz gegen die Spekulation mit Immobilien

Am 26. August erfolgte die Ermächtigung des Ministerrates, jüdische Angelegenheiten ohne Zustimmung des Parlaments zu regeln. So entstand durch Regierungsdekret vom 26. August 1942 das Kommissariat für Judenfragen. Es war mit Ausnahme des Antispekulationsgesetzes und Judenbesteuerungsgesetzes für alle Maßnahmen gegen die Juden zuständig. Zum Leiter wurde Belew ernannt. Das Kommissariat plante, nach der Registrierung alle Juden zu deportieren und ihr Eigentum zu konfiszieren. Eine der Hauptaufgaben des Kommissariats war die Liquidierung bzw. „Bulgarisierung“ jüdischer Unternehmen.
Auf der Grundlage von Belews Vorschlägen zur Deportation der Juden aus den annektierten Gebieten beschloss das bulgarische Kabinett am 2. März 1943 eine Reihe von Deportationsdekreten zur Abstellung von Personal, den kostenlosen Transport, den Verlust der Staatsbürgerschaft und die Konfiszierung des jüdischen Eigentums. Knapp 11.500 Juden wurden aus den annektierten Gebieten im März 1943 deportiert und an der Grenze an das Deutsche Reich ausgeliefert. Innenminister Gabrowski schob zwar auf Wink des Thrones weitere Deportationsvorbereitungen für das bulgarische Kernland auf, aber Belew entwarf noch einen stufenweisen Deportationsplan nach Polen, der dem Zaren am 20. Mai 1943 von Gabrowski zur Kenntnis vorgelegt wurde. Die Juden aus Sofia wurden aber nur noch zum Verlassen der Hauptstadt aufgefordert und ihr Eigentum wurde versteigert.

## Aufhebung
Am 31. August 1944 wurden die Judengesetze teilweise aufgehoben. Die neue Regierung unter Konstantin Murawiew erließ eine Amnestie für Verstöße gegen das Gesetz und im Oktober 1944 annullierte die neue Regierung unter Premierminister Kimon Georgiew sämtliche antijüdischen Maßnahmen.